# Perfect compus
În gramatică, perfectul compus este o formă verbală temporală de trecut a indicativului, existentă în unele limbi, cu denumiri exact echivalente sau diferite, corespunzătoare acestei forme.
Trăsăturile acestei forme, comune în limbile în care există, este faptul că este alcătuită cu ajutorul unui verb auxiliar la indicativ prezent și din verbul cu sens lexical la participiu, că implică aspectul perfectiv. Această valoare fundamentală contrastează cu cele ale altor forme verbale de trecut.
Valoarea proprie a perfectului compus s-a păstrat într-o măsură mai mică sau mai mare în unele limbi moderne. Este aceea de a exprima un proces trecut încheiat în raport cu momentul vorbirii, dar care are legătură cu prezentul, are consecințe în momentul vorbirii, ceea ce reiese din contextul propoziției, frazei, al discursului sau din contextul situațional. De exemplu, în limba franceză, când se spune Pierre a bien mangé „Pierre a mâncat bine”, se implică înțelesul că în momentul vorbirii, subiectul se găsește în starea cuiva care a mâncat.
Această valoare se opune în unele limbi celei a altor forme de trecut. Mai mult ca perfectului i se opune prin faptul că acesta exprimă un proces trecut și încheiat înaintea altui proces trecut. Imperfectul, în contrast cu perfectul compus, indică aspectul imperfectiv al procesului. Perfectul simplu se deosebește de cel compus prin caracterul încheiat în trecut al procesului, fără legătură cu prezentul.

## În limbi romanice
Perfectul compus nu exista în limba latină ca o formă temporală definibilă ca atare, dar elementele formei din limbile romanice moderne se găsesc în latină, dezvoltându-se mai ales în latina vulgară, probabil în urma slăbirii valorii de perfectum presens a perfectului sintetic . Deja la Plautus se găsesc construcțiile illa omnia missa habeo „am trimis toate acestea” și multa bona porta habemus „am adus multe lucruri bune”, cu verbul habere „a avea” ca auxiliar și participiul perfect pasiv al verbului cu sens lexical. În latina clasică se întâlnesc de asemenea forme ca habeo caballum comparatum „am cumpărat un cal” sau In ea provincia pecunias magnas collocatas habent „În provincia aceea au adunat mulți bani”. Aceste construcții aveau încă și un sens posesiv pronunțat, deci, de pildă habeo caballum comparatum însemna în primul rând „am un cal cumpărat”.
Forma cu habere era rezervată verbelor tranzitive, dar și pentru verbele intranzitive s-a dezvoltat o formă analogă, cu prezentul verbului esse „a fi” și participiul perfect pasiv al verbului cu sens lexical, la verbele de diateză medie, ex. mortuus est, cu sensul este mort, dar și a murit. Prin analogie, forma aceasta a fost aplicată și verbelor active intranzitive, ex. praeteritus est „a trecut”.
Legătura cu prezentul este dată tot de timpul verbului auxiliar, în timp ce sensul de trecut este dat de participiu. În latina vulgară, sensul de trecut al formei s-a consolidat mai ales după secolul al IV-lea și formele au fost moștenite de limbile romanice, mai întâi cu valoarea inițială, apoi adoptând și alte valori.
Perfectul compus există la toate diatezele. Diateza pasivă se deosebește de cea activă și cea reflexivă prin faptul că verbul auxiliar este, în toate limbile romanice, a fi la perfect compus folosit cu verbul cu sens lexical la participiul evoluat din participiul perfect pasiv latinesc.

### În limba română
În română, perfectul compus se formează cu auxiliarul a avea la indicativ prezent, plus participiul verbului cu sens lexical. Un model de conjugare la diateza activă este:
| I. sg. II. sg. III. sg. I. pl. II. pl. III. pl. | am ai a am ați au | adunat, părut, început, iubit, coborât |

În zona semnificației de trecut, perfectul compus reprezintă termenul nemarcat, el putând exprima orice valoare absolută: trecut recent (Abia a vizitat Muzeul Satului), trecut neutru cu valoare generală (A vizitat Muzeul Satului), trecut îndepărtat (A vizitat demult Muzeul Satului), intrând într-o relație sinonimică cu perfectul simplu pentru primele două valori. Cu valoare relativă o poate avea pe cea a mai mult ca perfectului (Înainte de a pleca, le-a explicat de ce a venit), iar în registrul de limbă familiar, valoarea viitorului apropiat (Acuma chiar am plecat) sau a viitorului anterior: Până vine el s-a zis cu tine.
În româna standard, perfectul compus a înlocuit aproape total perfectul simplu, acesta fiind limitat practic la persoana a III-a în narațiunile din literatura artistică.

### În limba spaniolă
Perfectul compus spaniol se formează ca în română, cu verbul auxiliar haber „a avea”. Exemplu de conjugare:
| cantar „a cânta”                                | cantar „a cânta”           | cantar „a cânta” |
| ----------------------------------------------- | -------------------------- | ---------------- |
| I. sg. II. sg. III. sg. I. pl. II. pl. III. pl. | he has ha hemos habéis han | cantado          |

În această limbă, atât perfectul compus, cât și perfectul simplu sunt folosite în limba vorbită, dar cu distribuție diferită în funcție de varietățile regionale, inclusiv cele standard, din Spania și din America Latină. În aceasta, perfectul simplu este folosit și pentru un proces care are legătură cu prezentul. Perfectul compus exprimă:
- Un proces din trecut care, eventual, continuă în momentul vorbirii și va continua în viitor: Ya he leído casi toda la novela „Deja am citit aproape tot romanul”[13];
- Un proces cu consecințe în prezent: Ha bebido demasiado „A băut prea mult” (subînțeles, „Este beat și acum”). În America Latină, în această situație se preferă perfectul simplu[14].
- Un proces încheiat în perioada aleasă de vorbitor drept timpul prezent: He hablado con Carlos esta mañana (Perioada considerată timpul prezent este ziua în care se vorbește.) „(Eu) am vorbit cu Carlos azi dimineață”. Și cu această valoare, în America Latină, perfectul simplu este mai frecvent[14].

### În limba franceză
Franceza se deosebește de română și spaniolă prin aceea că la perfect compus se folosesc două verbe auxiliare, pe lângă avoir „a avea”, și être „a fi”. Cu primul se conjugă la diateza activă toate verbele tranzitive și marea majoritate a celor intranzitive, iar cu al doilea – toate verbele folosite cu pronume reflexive (reflexive propriu-zise, reciproce și reflexive numai ca formă) și câteva verbe intranzitive la diateza activă, cele mai multe din acestea fiind de mișcare. În cazul verbelor conjugate cu être, partea de participiu se acordă în gen și număr cu subiectul. Exemple:
| Persoana | Diateza activă cu avoir aimer „a iubi” | Diateza activă cu être tomber „a cădea” | Diateza reflexivă se laver „a se spăla” |
| -------- | -------------------------------------- | --------------------------------------- | --------------------------------------- |
| I. sg.   | j'ai aimé                              | je suis tombé(e)                        | je me suis lavé(e)                      |
| II. sg.  | tu as aimé                             | tu es tombé(e)                          | tu t'es lavé(e)                         |
| III. sg. | il/elle a aimé                         | il/elle est tombé(e)                    | il/elle s'est lavé(e)                   |
| I. pl.   | nous avons aimé                        | nous sommes tombé(e)s                   | nous nous sommes lavé(e)s               |
| II. pl.  | vous avez aimé                         | vous êtes tombé(e)(s)                   | vous vous êtes lavé(e)(s)               |
| III. pl. | ils/elles ont aimé                     | ils/elles sont tombé(e)s                | ils/elles se sont lavé(e)s              |

Și în franceză, perfectul compus a înlocuit aproape complet perfectul simplu, limitat la narațiuni în aspectul scris al registrului de limbă elevat, la persoanele a treia și întâi (mai rar). Prin urmare, perfectul compus exprimă:
- cu valoarea sa inițială, anterioritatea unui proces cu consecințe în prezent: Ils ont acheté une grande maison : ils ont encore beaucoup de travaux à y faire „Au cumpărat o casă mare : mai au multe lucrări de făcut la ea”;
- un proces trecut fără legătură cu prezentul:
  - îndepărtat: Napoléon est né en Corse en 1769 „Napoleon s-a născut în Corsica în 1769”;
  - recent: Allô, Marie ! J'ai eu un accident de voiture hier, mais ce n'est pas grave „Alo, Maria! Am avut un accident de mașină ieri, dar nu e nimic grav”.

### În limba italiană
Și în limba italiană se folosesc la perfect compus verbele auxiliare corespunzătoare lui „a avea” (avere) și „a fi” (essere). Toate verbele tranzitive se folosesc cu avere și toate cele cu pronumele reflexive – cu essere. Cele mai multe verbe active intranzitive se conjugă cu avere, și o parte, mai multe decât în franceză, cu essere. Grupul acestora cuprinde verbe de mișcare, ca în franceză, dar și altele, conjugate cu avoir în franceză, de pildă însuși verbul essere. Și în italiană, participiul verbelor conjugate cu essere se acordă în gen și număr cu subiectul. Exemple:
| Persoana | Diateza activă cu avere parlare „a vorbi” | Diateza activă cu essere andare „a merge” | Diateza reflexivă svegliarsi „a se trezi” |
| -------- | ----------------------------------------- | ----------------------------------------- | ----------------------------------------- |
| I. sg.   | ho parlato                                | sono andato/a                             | mi sono svegliato/a                       |
| II. sg.  | hai parlato                               | sei andato/a                              | ti sei svegliato/a                        |
| III. sg. | ha parlato                                | è andato/a                                | si è svegliato/a                          |
| I. pl.   | abbiamo parlato                           | siamo andati/e                            | ci siamo svegliati/e                      |
| II. pl.  | avete parlato                             | siete andati/e                            | vi siete svegliati/e                      |
| III. pl. | hanno parlato                             | sono andati/e                             | si sono svegliati/e                       |

În italiană de asemenea, perfectul compus este mult mai frecvent decât perfectul simplu. Uneori are legătură cu prezentul:
- cu valoarea inițială, de exprimare a unui proces trecut cu efecte și în prezent: Siamo venuti in Inghilterra vent’anni fa „Am venit în Anglia acum douăzeci de ani” (subînțeles: „Locuim aici și acum”);
- exprimând un proces trecut foarte recent: Ho appena preso un caffè „Numai ce am băut o cafea”.

Procesul exprimat de perfectul simplu nu are nicio legătură cu prezentul. Este frecvent în limba scrisă, mai ales în narațiunea literară, iar în limba vorbită se folosește regional (în Toscana, Italia Centrală, Italia de Sud), dar perfectul compus îl înlocuiește în general, pentru a exprima:
- un proces trecut îndepărtat: Napoleone è morto il 5 maggio 1821 „Napoleon a murit la 5 mai 1824”;
- un proces trecut relativ recent: L’estate scorsa siamo andati in vacanza sul lago di Garda „Vara trecută am fost în vacanță pe lacul Garda”.

## În limba engleză
Forma verbală corespunzătoare perfectului compus din limbile romanice este în limba engleză cea numită present perfect (literal „perfect prezent”). Se formează în mod analog cu perfectul compus din română și din spaniolă, cu verbul auxiliar to have „a avea” la indicativ prezent și cu participiul trecut al verbului cu sens lexical. Exemplu:
| to open „a deschide”                            | to open „a deschide” | to open „a deschide” |
| ----------------------------------------------- | -------------------- | -------------------- |
| I. sg. II. sg. III. sg. I. pl. II. pl. III. pl. | have has have        | opened               |

În engleză, present perfect se folosește numai cu valoarea inițială a perfectului compus din limbile romanice, adică pentru a exprima un proces trecut care are legătură cu prezentul. Exprimă:
- un proces trecut care a durat până în prezent: The visitors have arrived „Vizitatorii au sosit” (subînțeles, „Acum sunt aici.”);
- un proces de aspect perfectiv repetat în trecut: I've ridden lots of times „(Eu) am călărit de multe ori” (subînțeles, „Știu să călăresc și acum.”);
- un proces trecut exprimând o stare: I've always known about you and Diana „Am știut totdeauna despre tine și Diana” (subînțeles, „Știu și acum.”).

Present perfect se opune net cu past simple „trecutul simplu” corespunzător perfectului simplu, care este tot atât de frecvent folosit. Astfel, pot fi folosite în aceeași propoziție uzuală, în funcție de dorința vorbitorului de a exprima că procesul are legătură cu prezentul sau nu, de exemplu:
The car has broken down (present perfect) „Mașina s-a defectat” (subînțeles posibil, „Acum nu am cu ce să circul”) vs.
The car broken down (past simple) „Mașina s-a defectat” (subînțeles posibil, „..., dar a fost reparată”).

## În limbi slave
În limba protoslavă, neatestată, exista o formă verbală corespunzătoare perfectului compus, numită „perfect”. Existau și alte forme de trecut: simple, aoristul (corespunzător aproximativ perfectului simplu) și imperfectul, precum și un mai mult ca perfect analitic. Cea mai veche atestare a lor se găsește în limba slavă veche. Perfectul se formează din verbul auxiliar быти byti „a fi” la prezent, și una din cele cinci forme de participiu existente, cea numită participiu perfect activ 2, care se acordă în gen și număr cu subiectul. Verbul poate fi de aspect perfectiv sau imperfectiv. În această limbă exista și numărul dual, (notat mai jos cu d.). Ca exemplu de conjugare, verbul хвалили xvaliti „a lăuda”:
| I. sg.   | ѥсмь хвалилъ/ла/лo jesmĭ xvalilŭ/la/lo |
| II. sg.  | ѥси хвалилъ/ла/лo jesi xvalilŭ/la/lo   |
| III. sg. | ѥстъ хвалилъ/ла/лo jestŭ xvalilŭ/la/lo |
| I. pl.   | ѥсмъ хвалили/лы/ла jesmŭ xvalili/ly/la |
| II. pl.  | ѥсте хвалили/лы/ла jeste xvalili/ly/la |
| III. pl. | сѫтъ хвалили/лы/ла sǫtŭ xvalili/ly/la  |
| I. d.    | ѥсвѣ хвалила/лѣ/лѣ jesvě xvalila/lě/lě |
| II. d.   | ѥста хвалила/лѣ/лѣ jesta xvalila/lě/lě |
| III. d.  | ѥсте хвалила/лѣ/лѣ jeste xvalila/lě/lě |

Perfectul s-a transmis la limbile slave vechi. Un exemplu din limba rusă veche este далъ есмь dalŭ jesmĭ „(eu) am dat”, далъ еси dalŭ jesi „ai dat” etc. Majoritatea limbilor slave moderne au pierdut celelalte forme de trecut, iar valorile lor au fost preluate de perfect, în urma dezvoltării sistemului aspectelor perfectiv și imperfectiv. Unele limbi slave, ca rusa, au pierdut și auxiliarul, dar altele l-au păstrat, de exemplu ceha, slovaca, slovena etc..
Limbile din diasistemul slav de centru-sud (BCMS) au păstrat o folosire puțin frecventă a aoristului, a imperfectului și a mai mult ca perfectului, precum și verbul auxiliar al perfectului (omis numai în unele situații), dar au pierdut numărul dual. La perfect, verbele imperfective corespund aproximativ imperfectului romanic, iar verbele perfective – perfectului simplu și perfectului compus romanice. Exemplu de conjugare a unui verb perfectiv:
| pročitati „a citi” | pročitati „a citi”           | pročitati „a citi”           |
| Persoana           | Cu subiect exprimat aparte   | Fără subiect exprimat aparte |
| ------------------ | ---------------------------- | ---------------------------- |
| I. sg.             | ja sam pročitao/la           | pročitao/la sam              |
| II. sg.            | ti si pročitao/la            | pročitao/la si               |
| III. sg.           | on/ona/ono je pročitao/la/lo | pročitao/la/lo je            |
| I. pl.             | mi smo pročitali/le          | pročitali/le smo             |
| II. pl.            | vi ste pročitali/le          | pročitali/le ste             |
| III. pl.           | oni su pročitali/le          | pročitali/le su              |

În protoslavă, formele auxiliarului sunt accentuate. În BCMS, ele sunt scurtate și neaccentuate, dar s-au păstrat și forme accentuate, toate cu prima silabă je- din protoslavă (jesam, jesi, jeste, jesmo, jeste, jesu), folosite pentru scoaterea în evidență a verbului la perfect. Exemplu în propoziție: Mi jesmo sve završili „Noi am terminat”.
Valori ale perfectului:
- Valoarea sa inițială era cea de exprimare a unui proces trecut cu rezultat actual în momentul vorbirii. Această valoare se păstrează și în BCMS, ex. Došli su nam gosti „Ne-au venit oaspeți” (subînțeles, „... și sunt și acum la noi”).
- Fără legătură cu prezentul: Svi su izašli iz dvorane i čekali što će se dogoditi „Toți au ieșit din sală și așteptau ce se va întâmpla”[42].
- În locul mai mult ca perfectului: Radio je upravo onako kako su ga naučili „Lucra exact așa cum l-au învățat”[43].